# Frankensteinmassiv

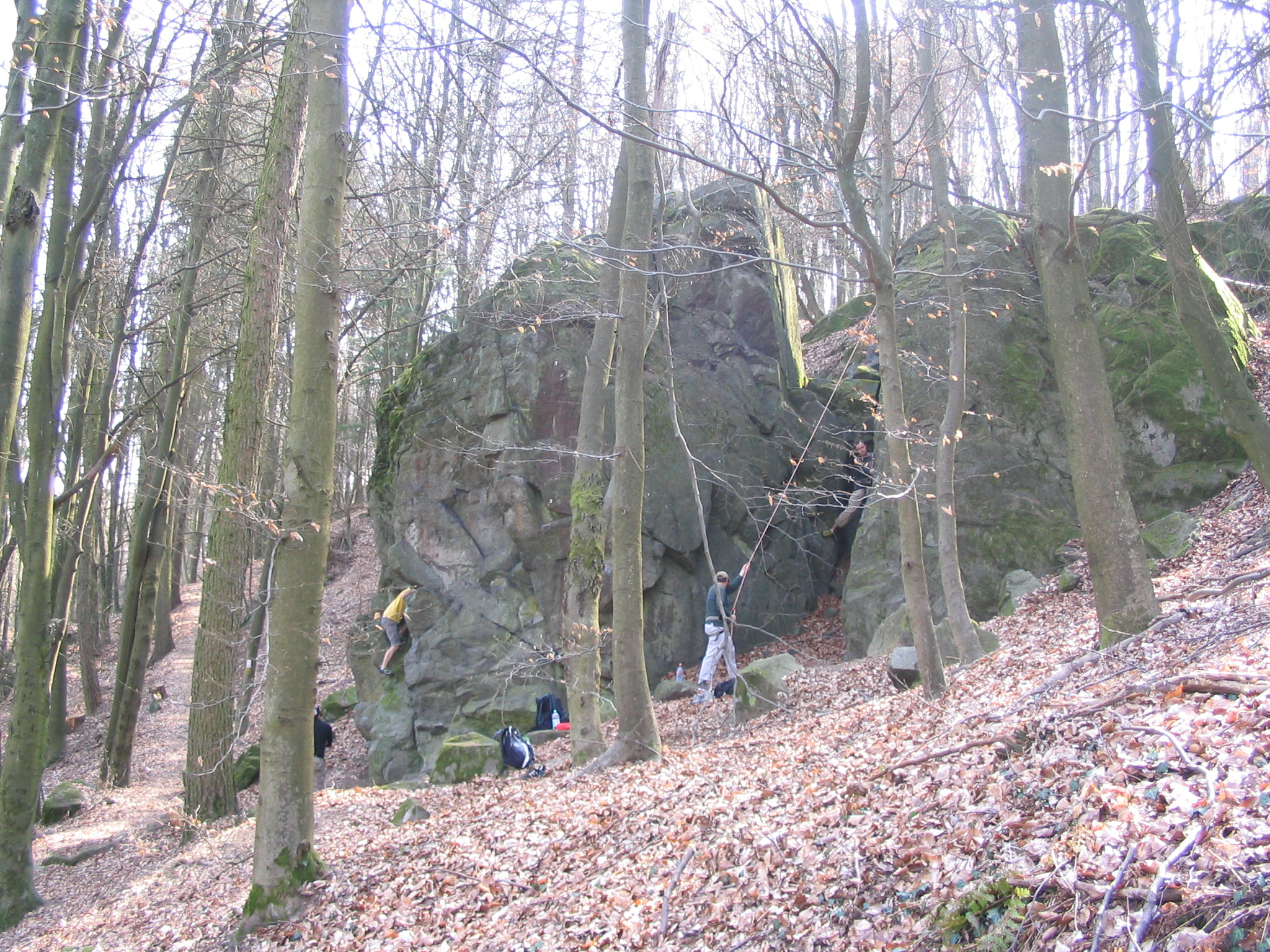
Brohmfels der Gabbro-Klippen des Frankenstein-Magnetberges

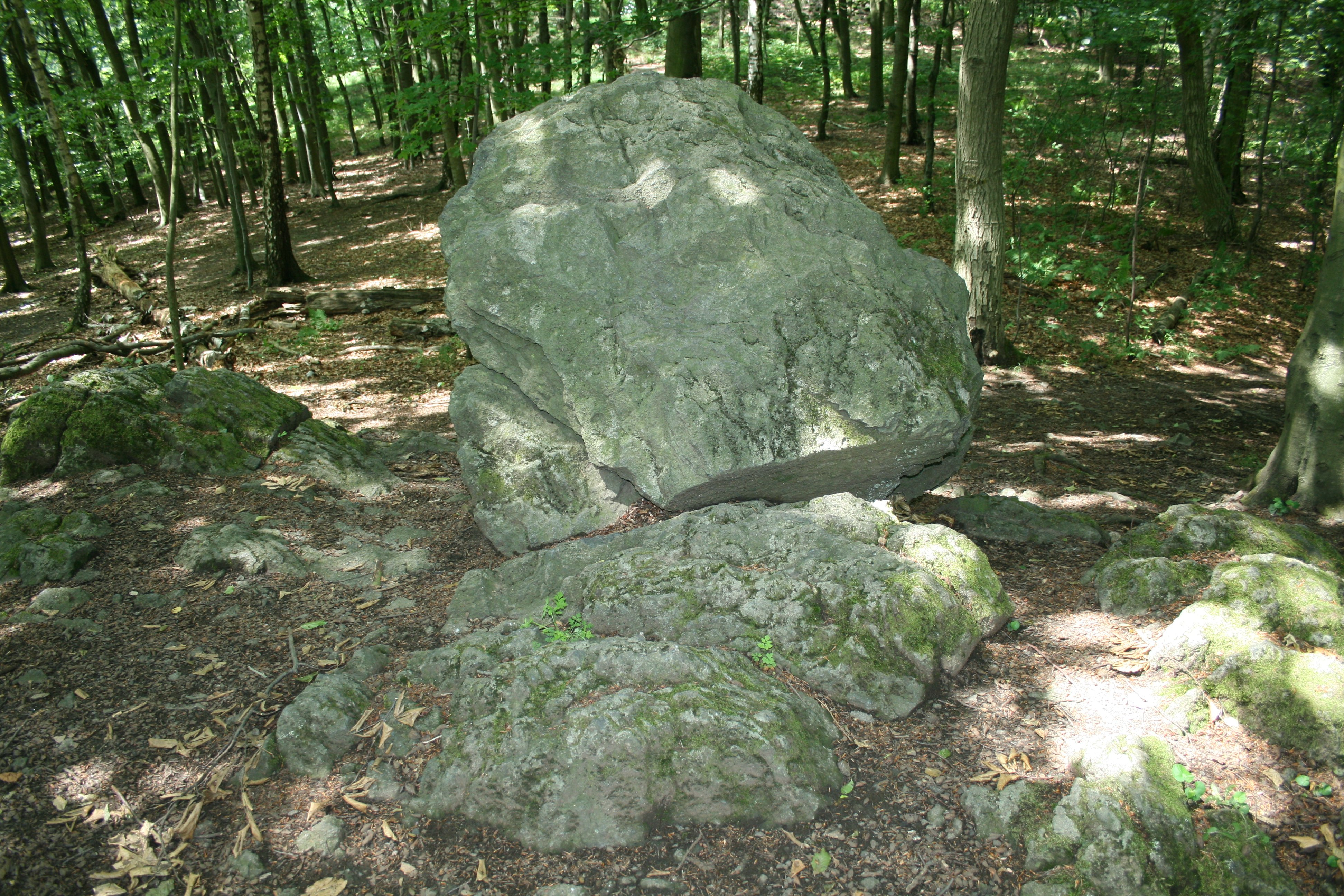
Magnetische Steine auf dem Ilbes-Berg genannten Magnetberg

Das Frankensteinmassiv ist eine sich auf 6,94 km² ausdehnende naturräumliche Untereinheit im Vorderen Odenwald mit der Ordnungsnr. 145.01 und ein stark bewaldeter Höhenzug im Landkreis Darmstadt-Dieburg, zu minimalen Anteilen im äußersten Nordwesten auch im Stadtgebiet der kreisfreien Stadt Darmstadt in Hessen, der sich über der Bergstraße im nordwestlichen Odenwald erhebt. Das Frankensteinmassiv hat dem Frankenstein-Komplex als geologischer Bezeichnung der hier und weiter östlich vorkommenden Gesteinsarten den Namen gegeben.

## Geographische Lage

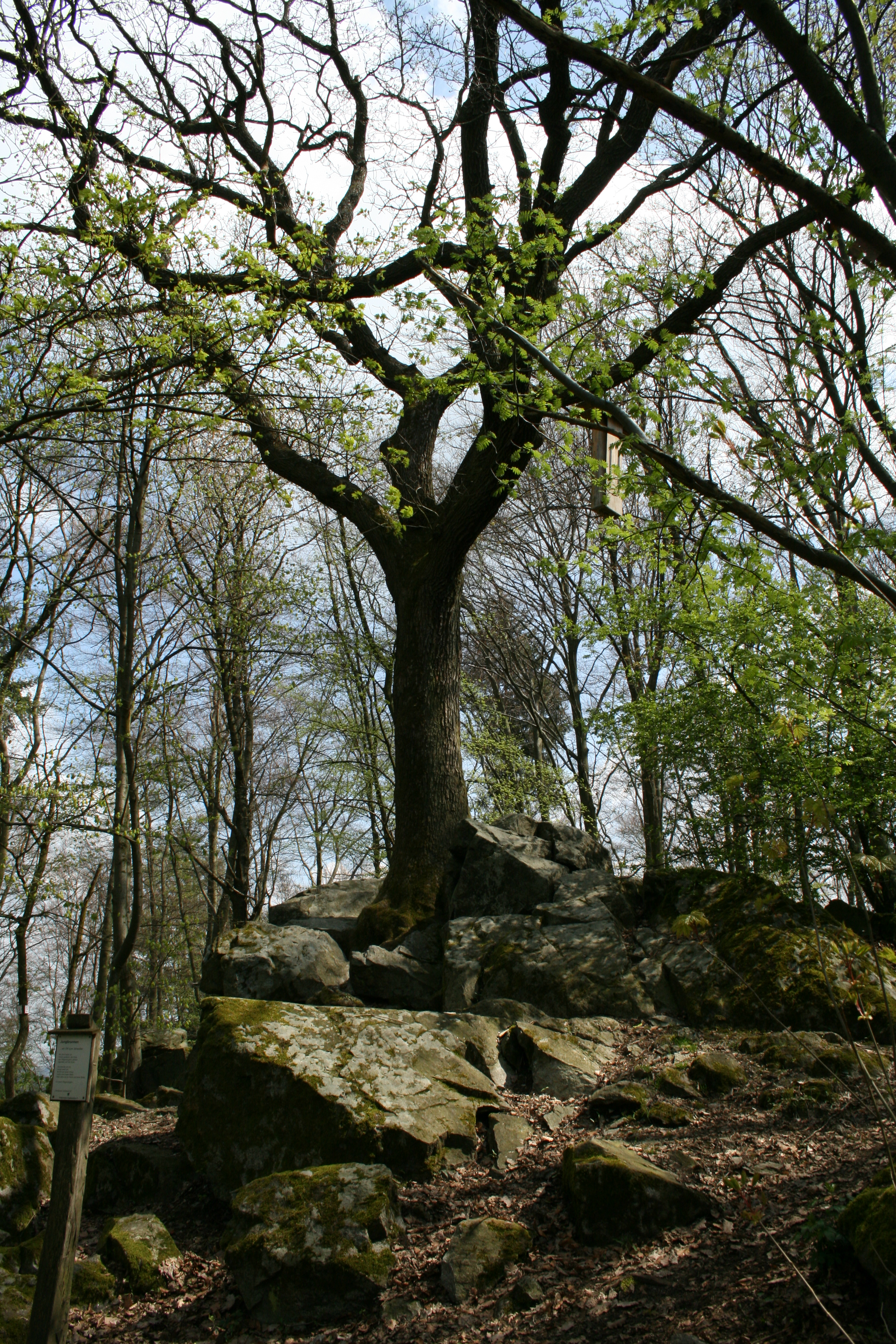
Quell der Jugend

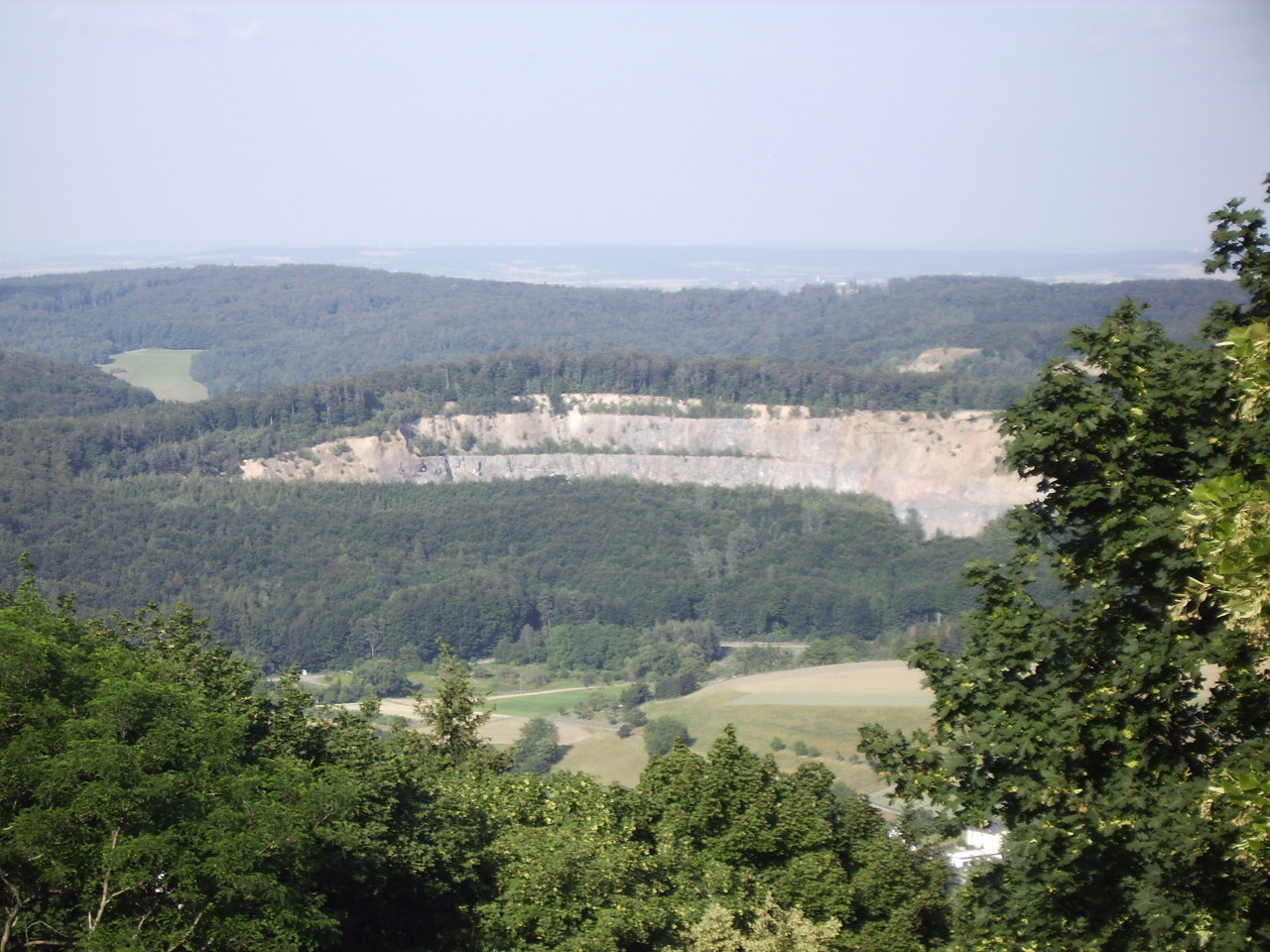
Blick vom Frankenstein Richtung Osten auf den Nieder-Beerbacher Steinbruch und den Vorderen Odenwald

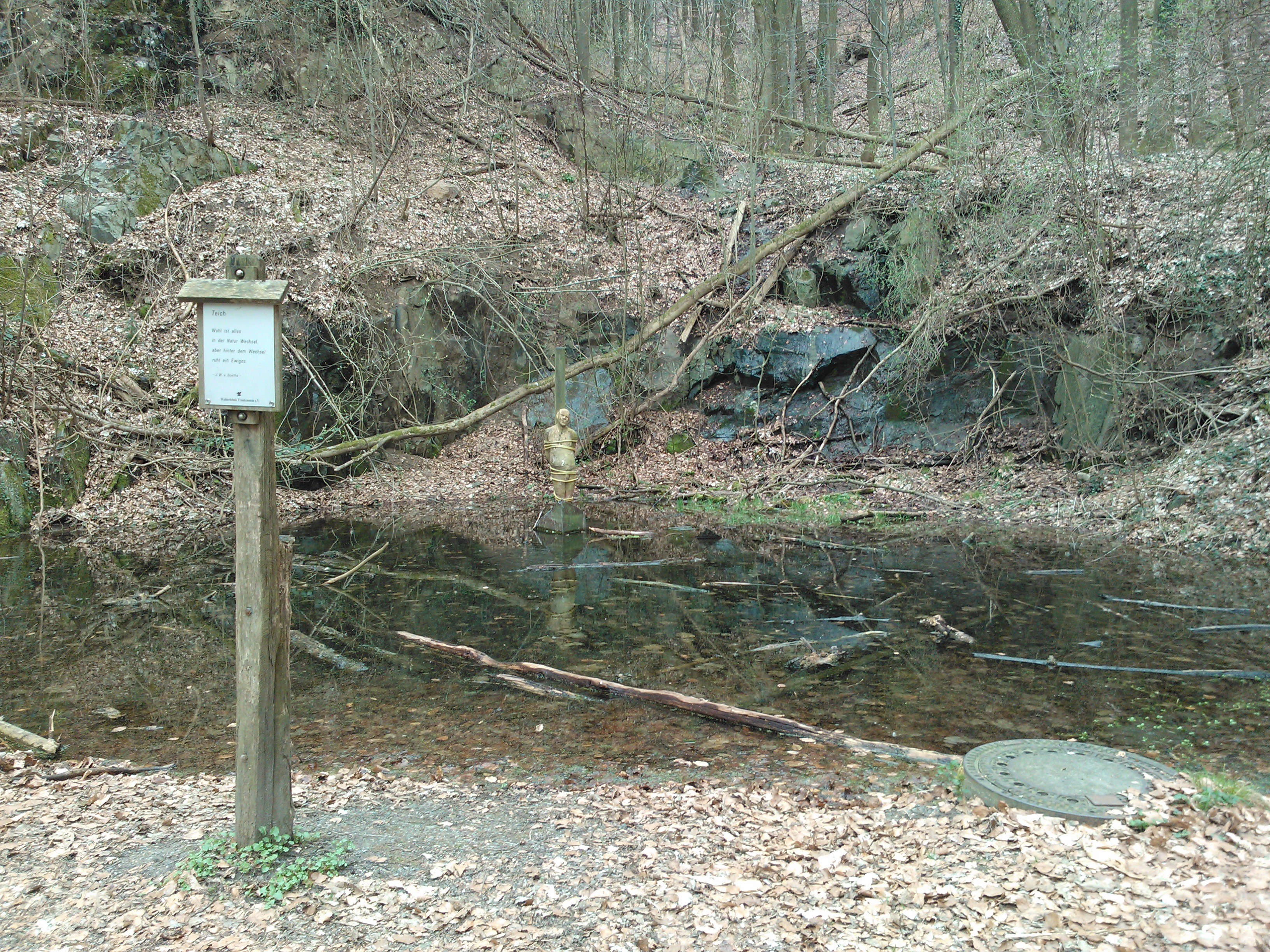
Quelle auf der Ostflanke des Frankensteinmassivs, oberhalb der Alten Burg von Nieder-Beerbach

Anteil am Frankensteinmassiv haben im Zentrum die Gemarkung Nieder-Beerbach sowie im Norden die Gemarkung Nieder-Ramstadt der Gemeinde Mühltal, im Nordwesten der Stadtteil Darmstadt-Eberstadt und im Südwesten die Gemeinde Seeheim-Jugenheim.
Das Frankensteinmassiv ist ein knapp sechseinhalb Kilometer langer nordsüdlich ausgerichteter Höhenzug und markiert mit den am weitesten nordwestlich liegenden Erhebungen, die mehr als 400 m ü. NHN Höhe erreichen, einen Eckpfeiler des Vorderen Odenwaldes. Die Kammlinie des Massivs beginnt im Norden mit den Kohlbergen (270 m) am Durchbruch der Modau aus dem Odenwald nach Westen zur Tiefebene an der Bergstraße. Südlich der Kohlberge schafft der Beerbach, kurz vor der Vereinigung mit der Modau, im engen Kerbtal der Mordach den einzigen Durchbruch durch die Kammlinie. Der steile Anstieg aus der Mordach nach Süden wird Himmelsleiter genannt und führt zu einem rund 700 Meter entfernten nicht weiter benannten Gipfelpunkt (342 m), einem Nebengipfel des rund 900 Meter weiter südlich folgenden Schloßbergs (370 m), auf dem Burg Frankenstein errichtet wurde. Es folgen, auf rund 1000 Meter gleichmäßig verteilt, die drei höchsten Scheitelpunkte der Kammlinie, beginnend mit dem 419,7 m hohen Ilbes-Berg bei den Magnetsteinen, der als Trigonometrischer Punkt dient. Der zweite Scheitelpunkt ist zugleich die mit etwa 430 m höchste Erhebung des Frankensteinmassivs, die in den topographischen Kartenwerken mit keiner genauen Höhenangabe bedacht worden ist. Der dritte Anstieg erreicht 421,6 m Höhe und wird in manchen Kartenwerken mit der Namensangabe Langenberg bedacht. Abgeschlossen wird der Reigen in fallender Tendenz mit dem 374,8 m hohen Galgenberg. Nach weiteren knapp 1000 Metern gibt es in 251 m Höhe an der Karlshöhe (257,3 m) für Forstwege einen Übergang über die Kammlinie des Frankensteinmassivs, bevor dieses im Süden mit einem Steilabfall zum Kerbtal des Elsbachs im Talgrund endet.
Das Frankensteinmassiv ist durch die Popularität der Burg Frankenstein ein beliebter Ausflugsort. Von waldfreien Stellen kann man bei guter Sicht im Norden Frankfurt und im Osten den Spessart sehen. In südlicher Richtung sind die Neunkircher Höhe, der Krehberg und der Melibokus zu sehen. Im Südwesten sind Worms und Mannheim sichtbar. Im Westen ist der Donnersberg und im Nordwesten der Taunus zu sehen.

## Geologie
Das Frankensteinmassiv ist ein Komplex aus  magmatischen Tiefengesteinen, der in ca. 10 bis 14 Kilometer Tiefe an der Wende vom Devon zum Karbon vor ca. 360 Millionen Jahren entstanden ist. Er ist überwiegend aus Gabbros aufgebaut, beinhaltet aber auch Diorite, Peridotite (sehr Olivin-reiche Gesteine) und Hornblendite (weitgehend reine Hornblende-Gesteine). Ferner ist das Frankensteinmassiv die Typlokalität der Gesteinstypen „Beerbachit“ (ein xenolithischer Amphibolit-Hornfels, ursprünglich als Gabbro-„Aplit“ fehlgedeutet) und Malchit (ein in der Grundmasse quarzführendes Ganggestein mit kleinen Einsprenglingen aus Hornblende und Labradorit) das heißt, diese Gesteine wurden anhand der dortigen Vorkommen in der wissenschaftlichen Literatur erstbeschrieben.
Das Frankensteinmassiv ist umgeben von kristallinen Schiefern, die im Norden stark mit den Magmatiten verzahnt sind. Nach Westen wird das Massiv von der Grabenrandstörung des Oberrheingrabens abgeschnitten.
Die Magmen, aus denen die Gesteine hervorgingen, kühlten verhältnismäßig schnell (in weniger als 10 Millionen Jahren) auf unter 200 °C ab und wurden später nie wieder über diese Temperatur hinaus aufgeheizt. Die Schmelzen entstanden infolge der Subduktion am Nordrand des Kleinkontinents Armorica, der im weiteren Verlauf des Unterkarbons mit dem paläozoischen „Ur-Westeuropa“ („West-Baltica“ einschließlich des östlichen Teils des Kleinkontinents Avalonia) zusammenstieß (siehe Variszische Orogenese). Regionalgeologisch zählt das Frankensteinmassiv zum Odenwald-Kristallin und damit zur Mitteldeutschen Kristallinzone der mitteleuropäischen Varisziden.

## Etymologie
Das Frankensteinmassiv ist wahrscheinlich nach der Burg Frankenstein benannt worden.

## Naturdenkmäler und Kletterfelsen
Brohmfels der Gabbro-Klippen am östlichen Frankensteinhang und magnetische Steine am sogenannten Ilbes-Berg.